# Мискинли (Шамкирский район)
Мискинли (азерб. Miskinli) — село в Шамкирском районе Азербайджана.

## География
Расположено на Гянджа-Газахской равнине, в 2 км к северо-востоку от районного центра Шамкира.

## История
Село основано в XIX веке выходцами из региона Мискинли (сёла Рустам Алиев и Чалдаш современного Кедабекского района Азербайджана).
Материалы посемейных списков на 1886 год сообщают, что в Мискинлы Елисаветопольской губернии Елисаветопольского уезда IV участка проживало 865 человек (515 мужчин и 350 женщин; 150 дымов) и все азербайджанцы («татары» в источнике)-шииты, а среди этих жителей было 829 крестьян на казённой земле, 27 беков и 9 представителей шиитского духовенства.
В 1960-х и 1970-х годах Мискинли являлось одним из сёл Планкендского сельсовета Шамхорского района Азербайджанской ССР.

## Население
По данным на 1982 год население села составляло 225 человек. Жители занимались шелководством и садоводством. Имелись средняя школа, библиотека.

## Достопримечательности
У села расположено средневековое городище, охраняемое государством.